# Opius differentiarius
Opius differentiarius är en stekelart som beskrevs av Fischer 1965. Opius differentiarius ingår i släktet Opius och familjen bracksteklar. Inga underarter finns listade i Catalogue of Life.